# Von Salm-Hoogstraeten
Von Salm-Hoogstraeten is een oorspronkelijk Pruisisch adelsgeslacht.

## Geschiedenis
In 1810 trouwde de Nederlandse Catharina Bender (1791-1831) in Den Haag morganatisch met Konstantin vorst zu Salm-Salm (1762-1828), soeverein vorst van het vorstendom Salm en hertog van het Belgische Hoogstraten. In 1830 werden zij en haar vijf zonen in de Pruisische adelstand verheven met de naam Salm de Loon. In 1831 volgde verheffing tot graaf met de naam von Hoogstraeten voor vier van die zonen die erfgenamen waren van de goederen in Hoogstraten. In 1847 volgde naams- en wapenvermeerdering tot von Salm-Hoogstraeten.
Van twee van de vijf broers bestond anno 2019 nageslacht: er waren vijf mannelijke telgen in leven van de eerste linie, de jongste geboren in 1998, en drie van de tweede linie, de jongste geboren in 1985.

## Enkele telgen

### Eerste linie
Rudolph graaf von Salm-Hoogstraeten (1817-1869), landgoedeigenaar
- Manfred graaf von Salm-Hoogstraeten (1843-1903), landgoedeigenaar
  - Rudolph graaf von Salm-Hoogstraeten (1877-1944), verzekeraar
    - Manfred graaf von Salm-Hoogstraeten (1911-1994), rechter
      - Angela Gräfin von Salm-Hoogstraeten (1946-2009), lerares; trouwde in 1973 met de Nederlander dr. Paul Smit (1949), fysicus en chemicus
      - Ir. Manfred Graf von Salm-Hoogstraeten (1949), architect, anno 2019 ongehuwd en kinderloos, chef de famille
      - Ir. Rudolf Graf von Salm-Hoogstraeten (1954), architect
        - Constantin Graf von Salm-Hoogstraeten (1990), meubelontwerper en vermoedelijk toekomstig chef de famille

### Tweede linie

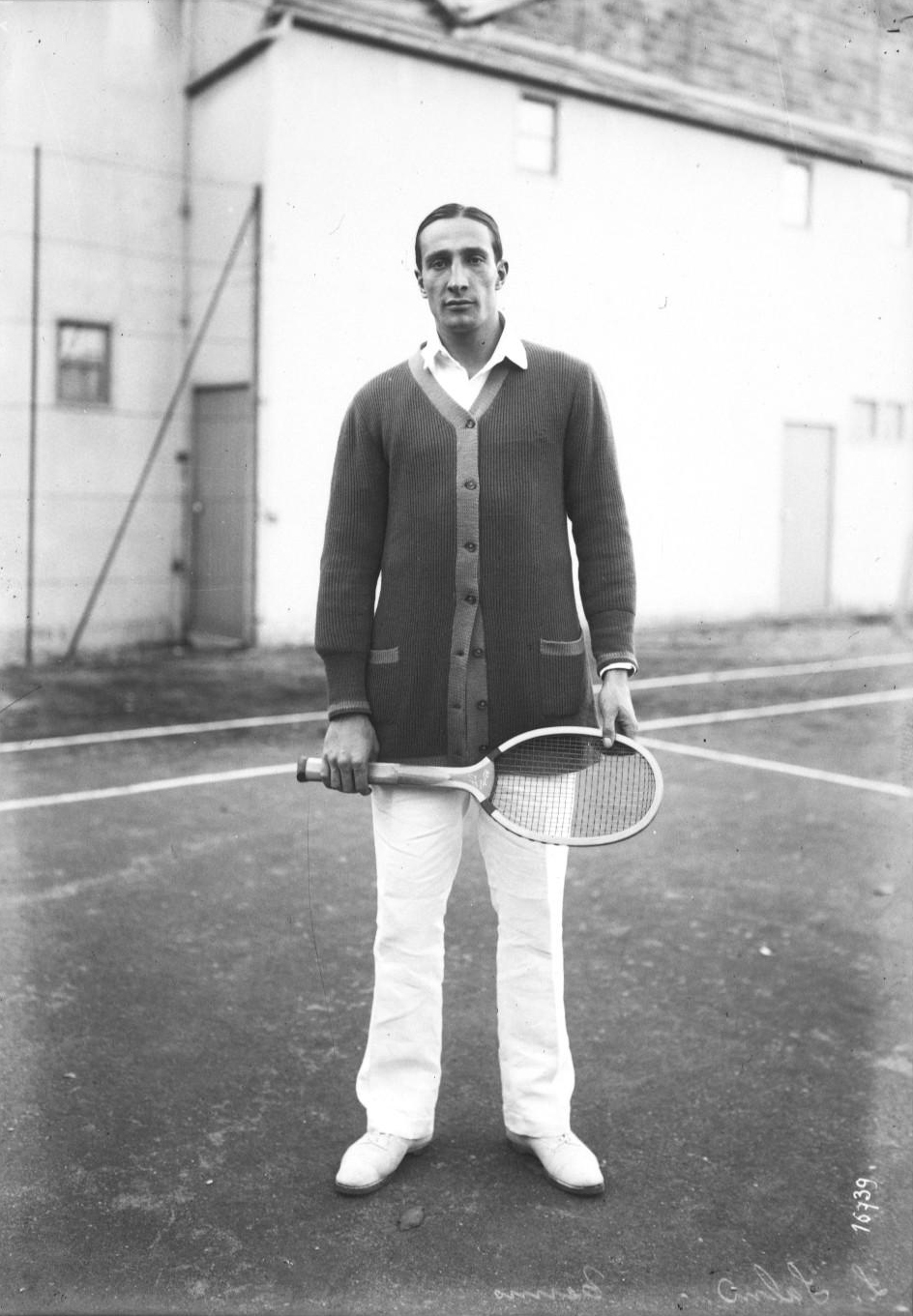
Ludwig von Salm (1885-1944) in 1911

Albrecht graaf von Salm-Hoogstraeten (1819-1904)
- Otto graaf von Salm-Hoogstraeten (1848-1907), landgoedeigenaar in Kroatië
  - Wilhelm graaf von Salm-Hoogstraeten (1887-1972), landgoedeigenaar in Steinberg bij Graz
    - Ir. Hermann graaf von Salm-Hoogstraeten (1913-2009), ambtenaar
    - Wilhelm graaf von Salm-Hoogstraeten (1917-2001)
      - Ir. Hans Graf von Salm-Hoogstraeten (1956), projectleider, sinds 2009 na het overlijden van zijn oom hoofd van de tweede linie
- Alfred graaf von Salm-Hoogstraeten (1851-1919), luitenant en bezitter van slot Trautenberg bij Reichenau
  - Ludwig graaf von Salm-Hoogstraeten (1885-1944), ritmeester, tennisspeler en deelnemer aan de Olympische Zomerspelen van 1912; trouwde in 2e echt in 1924 (echtscheiding 1927) met Millicent Rogers (1902-1953), kunstverzamelaar en naamgever van het Millicent Rogers Museum